# Hans-Rimbert Hemmer
Hans-Rimbert Hemmer (* 22. April 1941 in Essen) ist emeritierter Professor für Volkswirtschaftslehre. Sein Schwerpunkt waren die Entwicklungs- und Transformationsländer.

## Leben
Hans-Rimbert Hemmer studierte an den Universitäten in Heidelberg, Köln und Mainz. In Mainz erhielt er 1964 sein Diplom und promovierte 1967 dort zum Dr. rer. pol. Von 1968 bis 1969 war er bei der Kreditanstalt für Wiederaufbau (KfW) in der volkswirtschaftlichen Abteilung tätig. 1971 folgte seine Habilitation für Volkswirtschaftslehre. 1971 wurde er Inhaber des Lehrstuhls für Volkswirtschaftslehre und Entwicklungsländerforschung der Justus-Liebig-Universität Gießen. Dort war er zuletzt Vorsitzender des Prüfungsausschusses für den Fachbereich Wirtschaftswissenschaften und war Mitglied des Zentrums für internationale Entwicklungs- und Umweltforschung (ZEU). Parallel zu seiner Arbeit an der Universität Gießen war Hemmer im wissenschaftlichen Beirat des Bundesministeriums für wirtschaftliche Zusammenarbeit und Entwicklung.
1988 bis 1993 war er Kurator der Deutschen Stiftung für internationale Entwicklung (DSE). Als Gastprofessor war er 1992 an der Katholischen Universität Eichstätt-Ingolstadt und 1997 an der University of Wisconsin–Milwaukee. Im Jahr 2000 kehrte er zur Kreditanstalt für Wiederaufbau zurück und wurde Leiter der Evaluierung der Finanziellen Zusammenarbeit. 2006 wurde er emeritiert. Er ist weiterhin für die Gopa Consultants aktiv. 
Für seine Tätigkeit bereiste Hemmer mehrfach Entwicklungsländer. Als 60. Entwicklungsland bereiste er 2007 im Auftrag des Bundesministeriums für wirtschaftliche Zusammenarbeit und Entwicklung Äthiopien.

## Schriften
- Produktdifferenzierung und Wohlstandsmaximum. Die wohlstandsökonomischen Implikationen der monopolistischen Konkurrenz. Dissertation. Mainz 1967
- Strukturprobleme des Wirtschaftswachstums. Zur Theorie der Zwei-Sektoren-Modelle mit limitationalen Produktionsfaktoren. Habilitation. Rombach, Freiburg 1972, ISBN 3-7930-0818-5
- mit Karl Georg Zinn: 20 leichte Themen aus der allgemeinen Volkswirtschaftslehre. Verlag Neue Wirtschafts-Briefe, Herne/Berlin 1972, ISBN 3-482-76012-8
- mit Karl G. Zinn: 10 mittelschwere Themen aus der allgemeinen Volkswirtschaftslehre. Verlag Neue Wirtschafts-Briefe, Herne/Berlin 1973, ISBN 3-482-76022-5
- mit Karl G. Zinn: 35 Themen, Fälle, Lösungen aus der allgemeinen Volkswirtschaftslehre. Verlag Neue Wirtschafts-Briefe, Herne/Berlin 1974, ISBN 3-482-76013-6
- Wirtschaftsprobleme der Entwicklungsländer. Eine Einführung. Vahlen, München 1978, ISBN 3-8006-0668-2; 3. neubearbeitete und erweiterte Aufl. ebd. 2002, ISBN 3-8006-2836-8
- Zur Problematik der gesamtwirtschaftlichen Zielfunktion in Entwicklungsländern. Breitenbach, Saarbrücken 1978, ISBN 3-88156-097-1
- mit Christine Mannel & Albrecht Göttert: Die Bedeutung menschlicher Ressourcen für den Entwicklungsprozess. Weltforum-Verlag, München/Köln/London 1984, ISBN 3-8039-0291-6
- mit Gerd Aberle (Hrsg.): Entwicklungsperspektiven Süditaliens. Verlag Weltarchiv, Hamburg 1985, ISBN 3-87895-280-5
- mit Siegfried Quandt (Hrsg.): Deutsche Wirtschaft 1929/1983. Konjunkturen, Krisen, Perspektiven. Schmitz, Giessen 1985, ISBN 3-87711-131-9
- mit Gerd Aberle: Verkehrsinfrastrukturinvestition und Regionalentwicklung in Süditalien. Verlag Weltarchiv, Hamburg 1987, ISBN 3-87895-332-1
- mit Jürgen Schröder (Hrsg.): Aussenwirtschaft. Festschrift. Klaus Rose zum 60. Geburtstag. Vandenhoeck u. Ruprecht, Göttingen 1988, ISBN 3-525-13184-4
- mit Herbert Kötter: Armutsorientierte kirchliche Entwicklungsarbeit. Eine sozio-ökonomische Analyse. Misereor, Aachen 1990, ISBN 3-88916-072-7
- et al.: Ausserordentliche Mezzogiorno-Politik und Erdbebenmassnahmen. Analyse der Politikkonzepte und ihrer Wirkung im „Cratere“. Verlag Weltarchiv, Hamburg 1990, ISBN 3-87895-400-X
- Neuorientierung in der Entwicklungspolitik. Bachem, Köln 1991, ISBN 3-7616-1093-9
- mit Reinhard Kaufmann (Hrsg.): Children and youth in developing and transition economies : problems and chances. Interdisciplinary symposium, Giessen, Rauischholzhausen, October 30–31, 1997. Lit-Verlag, Münster/Hamburg/London 1998, ISBN 3-8258-3772-6
- (Hrsg.): Wirtschaftliche Systemtransformation und Armutsbekämpfung. Eine ökonomische Analyse am Beispiel der Sozialistischen Republik Vietnam. Abschlußbericht einer gemeinsamen Pilotstudie des Zentrums für Regionale Entwicklungsforschung, der Professur für Volkswirtschaftslehre und Entwicklungsländerforschung, beide Justus-Liebig-Universität Gießen, und des Center for Rural Development der National Economics University, Hanoi (Vietnam). Lit, Münster 1999, ISBN 3-8258-3775-0
- mit Michael Frenkel: Grundlagen der Wachstumstheorie. Vahlen, München 1999, ISBN 3-8006-2396-X
- mit Rainer Wilhelm: Fighting poverty in developing countries. Principles for economic policy. Lang, Frankfurt [u. a.] 2000, ISBN 3-631-37145-4
- mit Katja Bubl, Ralf Krüger & Holger Marienburg: Entwicklungsländer – Opfer oder Nutznießer der Globalisierung. Konrad-Adenauer-Stiftung, Sankt Augustin 2001, ISBN 3-933714-39-7
- mit Andreas Lorenz: Grundlagen der Wachstumsempirie. Vahlen, München 2004, ISBN 3-8006-2979-8